# Time Masters

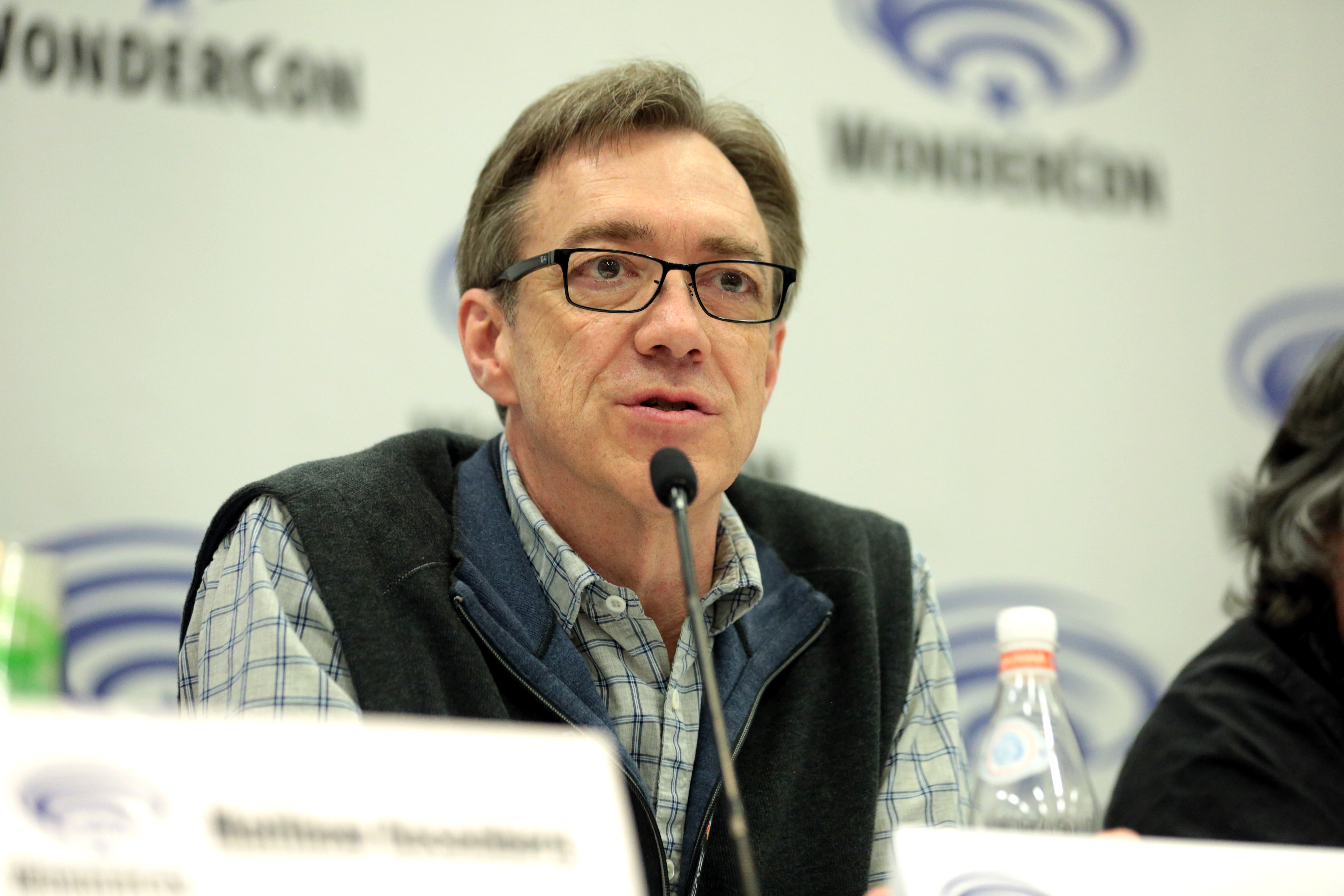
Dan Jurgens, il creatore dei Time Masters e di Rip Hunter

Blue Beetle

I Time Masters sono un gruppo di supereroi della DC Comics creato da Dan Jurgens che devono proteggere il loro flusso temporale dai cambiamenti che può subire per colpa di alcuni dirottatori. Le prime avventure del team furono pubblicate fra il 1961 e il 1965.
I membri principali dei Time Masters sono Rip Hunter, Gold Star, Boster Gold, Supernova, I Linear Men e Blue Beetle, gli individui contro cui questi eroi hanno combattuto sono Black beetle, Degation, Despero e Ultra Umanite.
In alcune avventure i Time Masters si sono anche uniti ad alcuni membri della JLA.

## Storia
Il leader e creatore dei Time Masters è Rip Hunter, esso è l'erede protettore del flusso temporale di suo padre, infatti Rip ha avuto un'infanzia unica nel suo genere in quanto da bambino lui attraversava le ere temporali come le persone normali attraversano le strade.
I Time Masters hanno avuto inizio quando i Linear Men e Rip Hunter hanno cominciato ad ospitare gli eroi terrestri in varie missioni temporali, ma si sono separati quando proprio i due capi hanno cominciato a litigare sulle loro posizioni.
In questo periodo a seguito degli eventi di Crisi Infinite Rip Hunter parte in missione con Hal Jordan, Superman e Booster Gold per cercare Batman, spedito dalla potenza dei raggi omega di Darkseid a vagare nel passato, in concorrenza a loro vi è Zoom che volendo scoprire il segreto dei raggi omega sfrutta la sua velocità per viaggiare nel tempo. Rip Hunter con i suoi alleati incontreranno l'Anti-Flash solo dopo aver viaggiato in varie epoche, da qui nascerà uno scontro, che si concluderà con la fuga della nemesi di Flash. In contemporanea alla missione secondaria, gli eroi devono anche proteggere il tempo da Black Beetle, Despero, Degation e Ultra umanite, i quali vogliono diventare dei del tempo imparandolo a governare. Dopo aver distrutto il punto di fuga e aver ucciso Waverider Black Beetle con i suoi scagnozzi, collocati alla fine del tempo, affrontano Gold Star e Supernova e vincono, ma quando Rip Hunter e gli alleati arriveranno sul luogo dello scontro le sorti si rovesciano. I tre eroi della JLA finita la missione andranno al punto di fuga il quale non è stato distrutto come si credeva e lì recupereranno Batman sbalzato anche in quel punto del tempo.
Dopo un periodo in cui Rip Hunter ha lavorato Booster Gold è rimasto a fargli compagnia, il quale dopo che Maxwell Lord ha ucciso brutalmente Blue Beetle si è unito al signore del tempo per ripristinare il flusso temporale che ha avuto stravolgimenti da uno sconvolgimento cosmico, ma dopo aver sistemato il problema l'eroe alleato a Rip è tornato nel passato e ha impedito la morte dell'amico Blue Beetle, alterando ancora il futuro con una tempesta temporale.
Nel nuovo presente Maxwell Lord ha ucciso quasi tutta la JLA con l'aiuto di Brother Eye e l'unica resistenza segreta rimasta è quella capeggiata da Freccia Verde e Hawkman, a peggiorare le cose è Superman, egli è controllato mentalmente dai cattivi.
Tutti questi avvenimenti si annulleranno quando vedendo l'amico scomparire, Blue Beetle si suiciderà per riportare tutto nella norma.

## Poteri e abilità
Rip Hunter non ha poteri, ma è addestrato nel combattimento ed è estremamente intelligente, quando è in azione si serve della tecnologia che lui conserva nel laboratorio del padre.
Waverider può viaggiare nel tempo grazie alle sue capacità, vedere il futuro e alterare il flusso temporale. In combattimento può sparare raggi quantici dalle mani e diventare invisibile.
Booster gold non ha poteri, ma grazie alla tecnologia rubata nel museo in cui lavorava l'eroe può creare un campo di forza di varie grandezze impenetrabile, può volare grazie all'anello della Legione dei Super-eroi, il costume gli conferisce super forza, i guanti sparano raggi calorifici e il visore conferisce una vista notturna, microscopica e a infrarossi.
Blue Beetle controlla uno scarafaggio alieno il quale può modificare la sua massa molecolare per agevolare la battaglia al suo possessore, le mani spesso diventano fucili, spade o asce, i piedi possono unirsi in un razzo e far volare.
Supernova come Rip Hunter non ha poteri, ma è addestrato nel combattimento ed è altamente intelligente, si prende cura del laboratorio del socio, apportando con lui anche migliorie.
Gold Star avendo le stesse tecnologie di Booster Gold può fare le medesime cose.

## Equipaggiamento
Nelle loro missioni di ripristino del tempo i Time Masters possono agevolare il loro lavoro con l'utilizzo di aggeggi fuori dal comune come la Sfera del tempo, in grado di tenere il tempo in continua osservazione, la Piattaforma del tempo, essa consente di viaggiare in qualsiasi epoca temporale, la lavagna e tutte le attrezzature nel laboratorio di Rip Hunter.

## In altri media

La Warner Bros.

### Cinema
La Warner Bros. ha annunciato una pellicola dedicata a Booster Gold, la cui sceneggiatura scritta da Zack Stenzt (sceneggiatore di X-men L'inizio) è pronta. Adesso si attende solo la decisione della Warner di iniziare le riprese per il film il cui produttore sarà Greg Berlanti.

### Televisione
Riguardo al progetto Time Masters, la DC Comics ha fatto uscire la serie Legends of Tomorrow. Booster Gold compare nella serie TV Smallville nel decimo episodio e Rip Hunter è presente anche nella serie "The Flash".